# Julian Felipe Rodriguez
Julián Felipe Rodríguez Montoya “Haborym” (El Carmen de Viboral, Antioquia, 20 de diciembre de 1989) es un baterista y actor de teatro colombiano. 

## Biografía y trayectoria
Conocido en el metal extremo por ser el percusionista de la banda Vitam et Mortem, Haborym llega a la agrupación en 2007 convocado por Julián David Trujillo Moreno (Thánatos) quien, siendo su profesor de guitarra, vio en su estudiante habilidades naturales para la batería. Tras seis meses de estudio en su nuevo instrumento, Haborym debuta con la banda en el festival Metal Medallo en la ciudad de Medellín, acompaña buena parte de la gira promocional del álbum debut de la agrupación, «Life In death» (2007), incluyendo la presentación de la banda en las eliminatorias del Festival Altavoz, y logrando con ello un cupo para tocar junto a los brasileños Sepultura en el Festival Internacional Altavoz de ese año.
A partir de allí, el joven baterista se convierte en miembro permanente de la banda, grabando los álbumes «Commanding the obscure imperius» (2008) y «Death metal 666 (Invoking the end)»  (2010). Desde 2014 contribuye en los coros y voces de los álbumes «Historias de tiranía» (2014) y «El río de la muerte» (2020).  Haborym es en la actualidad una columna importante en la agrupación junto a su fundador, Thánatos.
Igualmente, Haborym es el fundador en 2004 de la extinta banda de black metal Vultur; ha realizado diversas colaboraciones con la agrupación Nybram Archivado el 20 de julio de 2020 en Wayback Machine., grabó la percusión en el álbum «Troveros de la cerámica» (2012) y los coros en el álbum «Mitos de Aquí y de Allá» (2017). Además, hace parte como guitarrista y baterista de los proyectos D.P.I, Yarumo, Feeling Irie.
Como actor de teatro, se destacó en los papeles principales de muchas de las obras del Grupo de Teatro Tespys de El Carmen de Viboral, en el que se dedicó durante 15 años al estudio de las artes escénicas. A 2020 se desempeña como director musical de Corporación Teatro Estudio “Yarumo – Rock fusión” (Batería).

## Discografía

### Vitam et Mortem
- «Commanding the obscure imperius» – (2008)
- «Death Metal 666: Invoking the end» – (2010)
- «Historias de tiranía» – (2014)
- «El río de la muerte» – (2020)

### Músico de sesión
- Nybram – «Toveros de la cerámica» (2012)
- Nybram – «Mitos de aquí y de allá» (2017)